# 赵尚志将军遇难地
赵尚志将军遇难地，位于黑龙江省鹤岗市萝北县境内的鹤北林业局尚志林场（原先进林场）西北11公里处。
1942年2月12日，赵尚志在今鹤岗市境内牺牲。1980年代，查明赵尚志遇难地点。1995年，鹤北林业局在此处建立一座纪念碑，由原黑龙江省省长、抗联战士陈雷题写碑文。1999年2月1日，黑龙江省人民政府公布为第四批黑龙江省文物保护单位。